# Kungsportsplatsen
A Kungsportsplatsen (LITERALMENTE Praça da Porta Real) é uma praça do centro histórico da cidade de Gotemburgo, na Suécia. Ganhou a sua forma atual em 1852, em homenagem ao antigo rei Carlos IX (Karl IX), tendo sido dotada de uma estátua equestre do monarca em 1904 (Kopparmärra).

Está situada entre a rua Östra Hamngatan e a ponte Kungsportsbron, que conduz à grande avenida Kungsportsavenyn.

É um importante ponto da rede de transportes, e de intensa atividade comercial, estando aí colocado o Centro de Turismo da cidade (Turistbyrån).

O nome desta praça é devido a ela estar localizada no interior da antiga Porta Real (Kungsporten), a mais importante entrada da cidade da época, então amuralhada e rodeada por um fosso defensivo (Vallgraven).

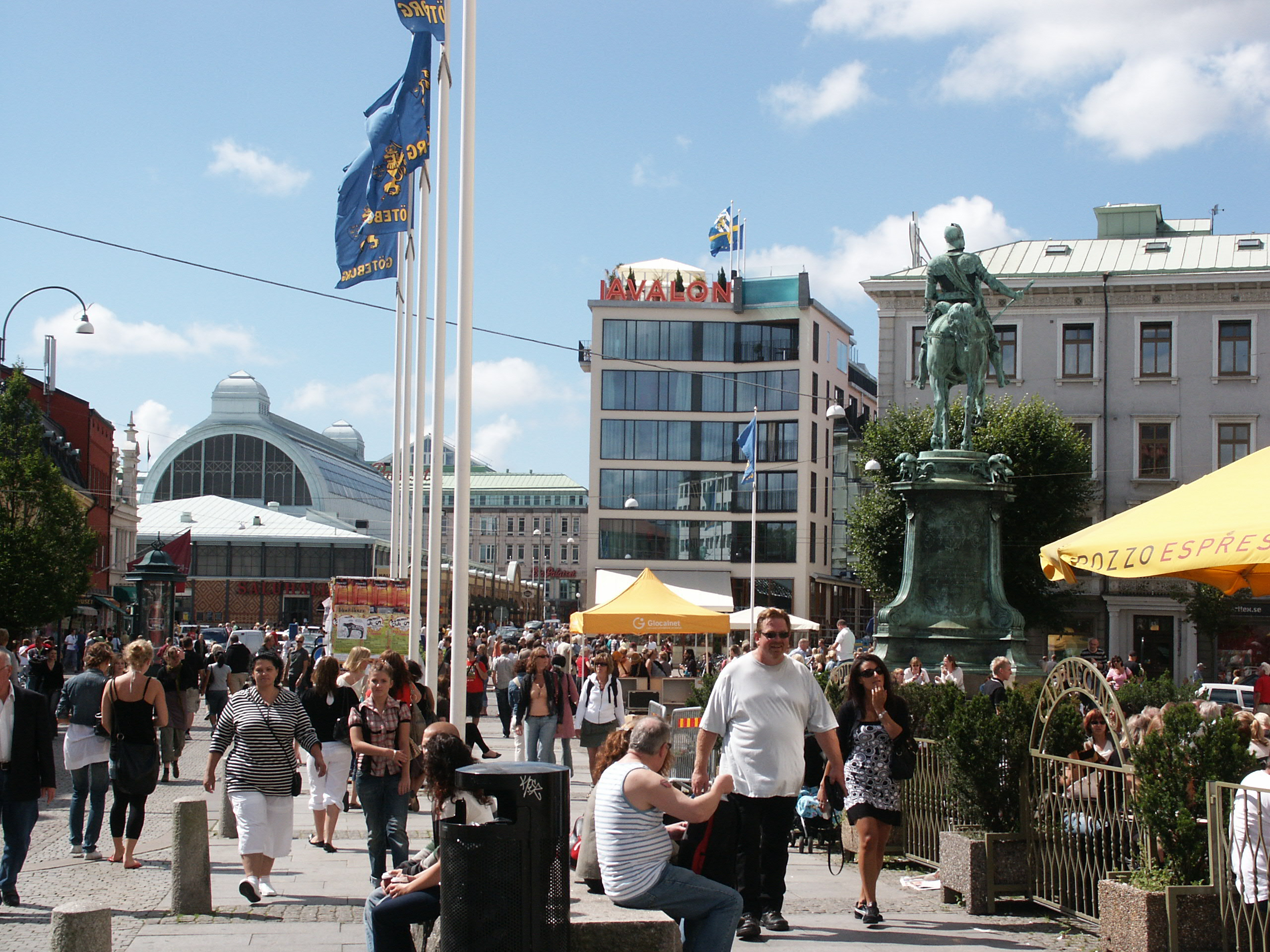
A Kungsportsplatsen com o mercado Saluhall ao fundo
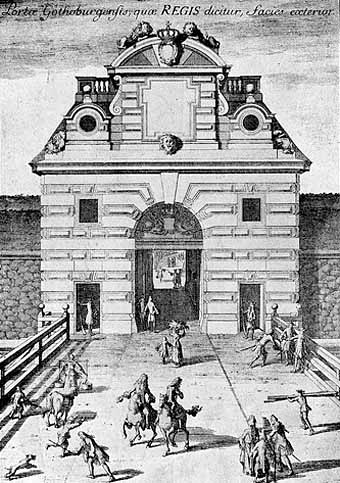
A antiga porta real de Kungsporten, em litografia de 1720